# 1923-as norvég labdarúgókupa
A 1923-as norvég labdarúgókupa a Norvég labdarúgókupa 22. szezonja volt. A címvédő az Odd csapata volt. A kupában minden olyan csapat részt vehetett, amely tagja a Norvég labdarúgó-szövetségnek. A tornát a Brann nyerte meg, a kupa történetében először.

## Első kör
| 1. csapat           | Eredmény   | 2. csapat             |
| ------------------- | ---------- | --------------------- |
| Aalesund            | 8–0        | Hødd                  |
| Bøn                 | 1–0        | Lillestrøm BK         |
| Djerv               | 3–2        | Hardy                 |
| Dokken              | 0–4        | Ready                 |
| Drafn               | 6–0        | Tønsberg Turn         |
| Eidsvold            | 1–2        | Trygg                 |
| Fredrikstad         | —          | Hasle                 |
| Fremad              | 4–1        | Fagforeningenes       |
| Gjøa                | 4–5        | Sarpsborg             |
| Hamar               | 2–2 (h.u.) | Raufoss               |
| Kjapp               | 2–1 (h.u.) | Skotfos               |
| Kristiansund        | 4–1        | Braatt                |
| Kvik Halden         | 9–0        | Ski                   |
| Larvik Turn         | 1–0        | Urædd                 |
| Lillestrøm          | 2–1        | Vålerengen            |
| Mercantile          | 0–3        | Falk                  |
| Mercur              | 0–3        | Kvik                  |
| Mjøndalen           | 3–0        | Tell                  |
| Molde               | 3–4        | Rollon                |
| Moss                | 8–0        | Oppegård              |
| Nordstrand          | 0–7        | Sportsklubben av 1910 |
| Norrøna             | 1–4        | Frigg Oslo            |
| Odd                 | 3–0        | Sandefjord            |
| Pors                | 0–5        | Ørn Horten            |
| Røros               | 7–0        | Tyldal                |
| Skiold              | 4–1        | Agnes                 |
| Slemmestad          | 1–3        | Drammen               |
| Stavanger           | 4–1        | Viking                |
| Snøgg               | 1–1 (h.u.) | Strømsgodset          |
| Stabæk              | 3–7        | Lyn                   |
| Start               | 3–2        | Flekkefjord           |
| Stenkjær            | 0–4        | Freidig               |
| Sverre              | 1–0        | Rapp                  |
| Torp                | 1–0        | Hafslund              |
| Tryggkameratene     | 4–2        | Neset                 |
| Tynset              | 6–1        | Rendalen              |
| Tønsberg-Kameratene | 0–4        | Storm                 |
| Vidar               | 1–4        | Brann                 |
| Vigør               | 3–4 (h.u.) | Grane                 |
| Vikersund           | 0–7        | Fram Larvik           |

A Hamar–Raufoss és a Snøgg–Strømsgodset mérkőzések döntetlenek lettek, de az újrajátszást csak a harmadik körben rendezték meg, így mind a négy csapat kvalifikált a 3. körbe.
A Brage, a Brodd, a Donn és a Lyn (Gjøvik) csapata mérkőzés nélkül továbbjutott.

## Második kör
| 1. csapat    | Eredmény   | 2. csapat       |
| ------------ | ---------- | --------------- |
| Bøn          | 2–2 (h.u.) | Fremad          |
| Djerv        | 0–2        | Brodd           |
| Drammen      | 1–4        | Lillestrøm      |
| Falk         | 4–1        | Torp            |
| Freidig      | 4–3 (h.u.) | Sverre          |
| Grane        | 6–4        | Start           |
| Hamar        | 4–0        | Raufoss         |
| Kristiansund | 2–4        | Aalesund        |
| Larvik Turn  | 5–0        | Donn            |
| Lyn (Gjøvik) | 10–1       | Tynset          |
| Mjøndalen    | 4–0        | Kjapp           |
| Ready        | 0–7        | Fredrikstad     |
| Rollon       | 0–4        | Brage           |
| Røros        | 0–2        | Tryggkameratene |
| Strømsgodset | 3–0        | Snøgg           |
| Trygg        | 1–2        | Skiold          |

A Bøn–Fremad mérkőzés döntetlen lett, de az újrajátszást csak a harmadik körben rendezték meg, így mindkét csapat kvalifikált a 3. körbe.
A Start csapata tiltakozott a Grane sportszerűtlen játéka miatt, ezért a mérkőzés újrajátszása mellett döntöttek, amit csak a harmadik körben rendeztek meg, így mindkét csapat kvalifikált a 3. körbe.
A Brann, a Drafn, a Fram Larvik, a Frigg Oslo, a Kvik Halden, a Kvik, a Lyn, a Moss, az Odd, a Sarpsborg, a Sportsklubben av 1910, a Stavanger, a Storm és az Ørn Horten csapata mérkőzés nélkül továbbjutott.

## Harmadik kör
| 1. csapat    | Eredmény   | 2. csapat             |
| ------------ | ---------- | --------------------- |
| Brage        | 11–1       | Tryggkameratene       |
| Brann        | 4–1        | Aalesund              |
| Falk         | 2–4        | Odd                   |
| Fram Larvik  | 3–0        | Sportsklubben av 1910 |
| Fredrikstad  | 1–4        | Sarpsborg             |
| Freidig      | 4–8        | Kvik                  |
| Fremad       | 3–0        | Bøn                   |
| Frigg Oslo   | 2–1        | Hamar                 |
| Lillestrøm   | 2–4        | Moss                  |
| Lyn          | 3–3 (h.u.) | Lyn (Gjøvik)          |
| Mjøndalen    | 1–3        | Drafn                 |
| Skiold       | 0–1        | Larvik Turn           |
| Start        | 2–1        | Grane                 |
| Stavanger    | 4–0        | Brodd                 |
| Storm        | 1–0        | Ørn Horten            |
| Strømsgodset | 0–3        | Kvik Halden           |
| Újrajátszás  |            |                       |
| Lyn (Gjøvik) | 2–5 (h.u.) | Lyn                   |

A Storm–Ørn Horten mérkőzés végeredményét játékvezetői hiba miatt érvénytelenítették, és mivel a Storm csapata visszalépett az újrajátszástól, ezért az Ørn Horten jutott tovább a negyedik körbe.

## Negyedik kör
| 1. csapat   | Eredmény   | 2. csapat   |
| ----------- | ---------- | ----------- |
| Brage       | 0–3        | Lyn         |
| Fram Larvik | 2–0        | Start       |
| Frigg Oslo  | 0–0 (h.u.) | Brann       |
| Kvik        | 1–0        | Stavanger   |
| Larvik Turn | 3–1 (h.u.) | Kvik Halden |
| Moss        | 3–0        | Fremad      |
| Odd         | 2–1        | Ørn Horten  |
| Sarpsborg   | 1–2        | Drafn       |
| Újrajátszás |            |             |
| Brann       | 1–0        | Frigg Oslo  |

## Negyeddöntők
| 1. csapat | Eredmény | 2. csapat   |
| --------- | -------- | ----------- |
| Drafn     | 4–1      | Fram Larvik |
| Kvik      | 1–4      | Brann       |
| Lyn       | 1–0      | Larvik Turn |
| Odd       | 3–0      | Moss        |

## Elődöntők
| 1. csapat | Eredmény | 2. csapat |
| --------- | -------- | --------- |
| Brann     | 3–0      | Drafn     |
| Lyn       | 1–0      | Odd       |

## Döntő
| 1923. október 14. |

| Brann           | 2–1 | Lyn     |
| --------------- | --- | ------- |
| Johnsen 32' 53' |     | Aas 41' |

| Odd gressbane, Skien Nézőszám: 8 000 Játékvezető: Karl August Andersen (Kvik Halden) |